# Ixorida fraterna
Ixorida fraterna är en skalbaggsart som beskrevs av John Obadiah Westwood 1854. Ixorida fraterna ingår i släktet Ixorida och familjen Cetoniidae. Utöver nominatformen finns också underarten I. f. apelles.